# Ghost!
Ghost! (ゴースト！?, Gōsuto!) è uno shōjo manga di genere shōnen'ai scritta da Shuri Shiozu e pubblicato in quattro volumi tra il 1999 e il 2003.

## Trama
La storia ruota attorno a Mitsuo, un solitario studente di scuola superiore che possiede la capacità psichica di vedere gli spiriti, e la utilizza come forma di interazione e comunicazione tra i due mondi. Gli spiriti, inoltre, lo manovrano per portare a termine dei loro obiettivi, anche se Mitsuo non è consenziente. Inoltre, il ragazzo si trova a dover fronteggiare schiere di ammiratori maschili.

## Personaggi
Mitsuo Shiozu
Il protagonista della serie, è uno studente delle superiori con una specialissima abilità, quella di poter comunicare con i fantasmi. Purtroppo quando ciò accade viene posseduto completamente dagli spiriti lasciandolo così del tutto vulnerabile. I fantasmi difatti utilizzano frequentemente il suo corpo per adempiere ai loro scopi.
Ma oltre ad attirare a sé i fantasmi Mitsuo riesce anche ad attrarre inavvertitamente le attenzioni degli altri ragazzi della scuola: la sua spiccata ingenuità non fa che renderlo ancora più bello ai loro occhi, finendo così per esser corteggiato da tutti quelli che gli girano intorno. 
Sviluppa in seguito una cotta per Hasunuma, anche se per molto tempo non ne è cosciente; tuttavia Mitsuo diventa stranamente aggressivo ogni volta che qualcuno flirta con Hasunuma. In tutto il manga cerca di dimostrar la propria mascolinità (ponendosi protettivamente nei confronti di Hasunuma) senza però mai riuscirci completamente.
Hasunuma
Quando Mitsuo si trova posseduto dal fantasma di una ragazza, Kiyomi, la quale mentre era in vita aveva una cotta per Hasunuma ma che si rammarica per non averglielo mai confessato, questa usa il corpo fisico del ragazzo per esplicitare finalmente i propri sentimenti nei confronti di Hasunuma. 
Naturalmente a questo punto tutti i suoi compagni di classe pensano che in realtà sia stato lui stesso a confessarsi innamorato dell'amico, convinzione contro cui Mitsuo si batterà invano. Solo Hasunuma riesce a comprendere la situazione e a far evaporare lo spirito di Kiyomi dal corpo del compagno. 
Egli dimostra in tal modo da avere una buona quantità di conoscenze spirituali, e comincia ad aiutare Mitsuo nel suo compito. Mitsuo un poco alla volta inizia a provare dei sentimenti romantici verso l'amico, ma cerca di nasconderli per paura di rimanere deluso.
Ichi Shirai
Compagno di scuola di Mitsuo. È ossessionato dal suo passato e si crede un assassino, perché una volta giocando a calcio lanciò la palla in strada e Natsuko, suo fidanzatino segreto, rimase investito da un camion mentre cercava di recuperarla.
Ichi continua ad accusare se stesso per la morte di Natsuko, fino a quando il ragazzino ritorna come un fantasma nel corpo di Mitsuo, rassicurandolo di essere stato perdonato ormai da molto tempo e supplicandolo di smetterla di sentirsi in colpa per questo. Dopo questo fatto Ichi diventa buon amico di Mitsuo, sviluppando in seguito anche una cotta per lui.
Hibiki Kanau
Un fantasma che infesta la scuola frequentata da Mitsuo. Ha avuto una morte tragica: lui e il suo senpai avevano concordato di commettere un doppio suicidio lanciandosi giù da un ponte; tuttavia all'ultimo momento il ragazzo più grande non ha avuto il coraggio di farlo, lasciando così Hibiki morire da solo. 
Mostra d'essere geloso dell'amore intenso che Mitsuo prova per Hasunuma, lo stesso tipo d'amore che a lui è stato negato in vita; cercherà di distruggerlo, ma verrà infine redento.
Mikuni
Sacerdote capo in un tempio shintoista; possiede enormi poteri spirituali ed ha un carattere molto arrogante. Tra tutti è il personaggio più aperto e chiaro nei confronti dei propri sentimenti, in quanto esplicita immediatamente la sua preferenza nei confronti dei ragazzi. Il suo interesse principale è sedurre tutti gli adolescenti che si recano al tempio.